# CAF 오아리스
CAF 오아리스(스페인어: CAF Oaris)는 스페인의 고속철도 차량이다. 2010년에 최초로 개발을 시작했고 2015년에 시범 열차가 제작되었다. 또한 브라질 고속철도 노선 입찰 당시 이 모델을 제안한 바가 있다.

## 같이 보기
- 지멘스 벨라로